# Normativni nadzor
Normativni nadzor je vrsta nadzora normiranih pojmova (za osobna imena, nazive korporativnih tijela ili zemljopisna imena. Neraskidivo je povezan s bibliografskim nadzorom, ne mogu postojati jedan bez drugoga i teško je reći koji je komu nadređen. U strukturiranju podataka normativni nadzor vrlo je dosljedan zbog čega korisnicima pomaže pronaći potrebne informacije.
Pojam je iz knjižničarstva. Ovaj nadzor je vrsta procesa kojim se organizira bibliografske informacije, poput knjižničnim katalozima.
Prednost mu je točnost u pretraživanju, sustavna struktura uputnica za pomoć pri pretraživanju (varijantni oblici imena, naslova, predmeta itd.), poveznice na oblike imena u pojedinim izvorima podataka i prikaz međusobno povezanih djela.
IFLA je danas istih načela normativnog i univerzalnoga bibliografskog nadzora. Svaka država odgovorna je za vlastite normirane odrednice (za osobna imena i nazive korporativnih tijela), nacionalni normativni zapisi svake države moraju biti dostupni svima te se iste odrednice moraju koristiti diljem svijeta.